# Franco Indovina
Franco Indovina (Palermo, 21 febbraio 1932 – Carini, 5 maggio 1972) è stato un regista cinematografico italiano.

## Biografia
Palermitano di nascita, dopo gli studi cominciò la sua carriera in teatro, come assistente di Luchino Visconti al Piccolo Teatro di Milano, per poi passare al cinema, come aiuto regista di Michelangelo Antonioni (in L'avventura, La notte e L'eclisse), Francesco Rosi (Salvatore Giuliano) e Vittorio De Sica (Matrimonio all'italiana). Già padre di due figlie (una delle quali è l'attrice Lorenza Indovina), durante la lavorazione dell'episodio Latin Lover del film I tre volti, nel 1964, si legò sentimentalmente alla principessa Soraya, ex imperatrice di Persia; formarono una coppia cui pose fine solo la morte di Indovina, nel 1972, vittima dell'incidente aereo di Montagna Longa, del volo Alitalia 112 a Punta Raisi, vicino all'aeroporto di Palermo, che costò la vita a 115 persone.

## Filmografia
- Latin Lover, episodio di I tre volti (1964)
- Ménage all'italiana (1965)
- Lo scatenato (1967)
- L'era preistorica, episodio di L'amore attraverso i secoli (1967)
- Giuochi particolari (1970)
- Tre nel mille (1971) versione cinematografica della serie TV in 6 puntate STORIE DELL'ANNO MILLE, da Luigi Malerba, con Carmelo Bene, Giancarlo Dettori, Franco Parenti